# John McInnis (homme politique albertain)
Pour les articles homonymes, voir John McInnis et McInnis.
John Robert Lawrence McInnis (19 octobre 1950-26 novembre 2003) est un homme politique canadien de l'Alberta. Il est député provincial néo-démocrate de la circonscription albertaine de Edmonton-Jasper Place (en) de 1989 à 1993.
Après son élection, il est nommé au comité des Affaires publiques et au comité spécial pour la Réforme constitutionnelle. Sa circonscription étant abolie lors de l'élection de 1993, il se représente sans succès dans Edmonton-Highlands-Beverly (en).
McInnis meurt apparament d'une défaillance cardiaque en novembre 2003 à l'âge de 53 ans.